# نيك ويلسون
نيك ويلسون (بالإنجليزية: Nick Wilson)‏ هو لاعب كرة قدم أمريكية أمريكي، ولد في 21 أبريل 1996 في فريسنو في الولايات المتحدة.